# Truyện Kiều
Truyện Kiềuno, escrito por Nguyễn Du (1765−1820), es el poema más importante de la literatura vietnamita. Fue publicado en 1815. El título original de la obra es Ðoạn Trường Tân Thanh, aunque también es conocido como Kim Văn Kiềuno. La historia se basa en una novela china del siglo XVII (época de la Dinastía Ming) que conoció el autor en 1813 cuando viajó a China. El poema fue creado a principios del siglo XIX.
La historia muestra el caos político y social del Vietnam del siglo XVIII, provocado por las disputas dinásticas. El tema principal de la historia es la piedad filial, un elemento del confucianismo.

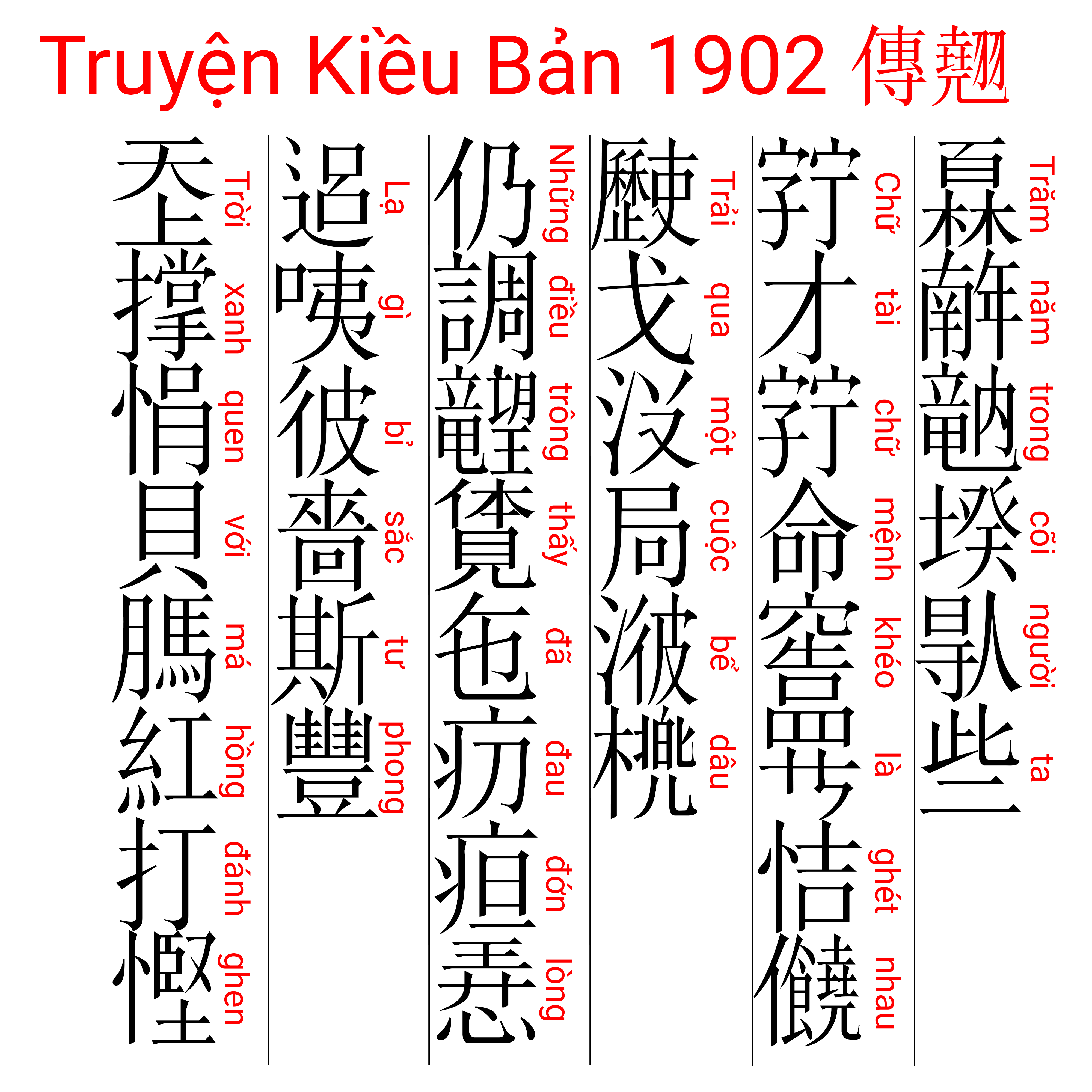

## Argumento
El sueño de la señora Vuong de tener descendencia se cumple dando a luz dos bellas hijas, Thuy Kieu y Thuy Van, y más tarde un hijo, Vuong Quan. Thuy Kieu recibe hostilidad durante quince años y salva la desgraciada familia Vuong a expensas de sacrificar su felicidad. Finalmente se reúne con su prometido, el rey Trong. Esta reunión se convierte en un infortunio, haciendo que Kiềuno decida dedicarse al deber filial hacia su familia.

## Análisis
El poema está escrito en estancias Lục-bát (6-8), formando unas 3253. El luc-bát es un estilo procedente de las baladas folclóricas. Esta regularidad ha permitido que pasara a la memoria popular. Por eso mismo la obra une la característica de la oralidad y la forma escrita, efecto conseguido en obras como la Divina comedia y Don Quijote de la Mancha.
Una característica es el hecho de que tenga muchas referencias a los Clásicos de la Poesía y escritos clásicos confucionistas, budistas y taoístas.
Los críticos literarios creen que la historia es una alegoría del arrepentimiento del autor por haber trabajado para la dinastía Nguyễn (1802−1945), que indirectamente había echado de su trabajo a su maestro anterior. Haber echado a perder su maestro era considerado inaceptable según la sociedad confuciana vietnamita tradicional, visto como traición a la piedad filial.
Algunos autor postcoloniales creen que es una reflexión crítica y alegórica alrededor del ascenso al poder de la dinastía Nguyễn.

## Historia de la transmisión
Hay un manuscrito escrito en 1888 (posterior a la muerte del autor) en caracteres sinovietnamitas que se conserva en la Biblioteca Nacional de Vietnam.
Otro manuscrito escrito en Chữ Nôm se completó en 1894. Este tiene ilustraciones en cada página y se cree que es una edición hecho para la realeza. Se encuentra en The British Library (referencia Or 14844), después de ser comprado por el sinólogo francés Paul Pelliot en 1929.